# Three's a Crowd
Three's a Crowd is een Amerikaanse comedyserie die van september 1984 tot april 1985 werd uitgezonden op ABC. De serie is een spin-off van Three's Company en is gebaseerd op de Britse serie Robin's Nest, die op haar beurt een spin-off is van Man About the House, waarvan Three's Company de Amerikaanse remake is.

## Uitgangspunt
In de laatste afleveringen van Three's Company wordt Vicky Bradford (Mary Cadorette) geïntroduceerd als de nieuwe vriendin van Jack Tripper (John Ritter). In Three's a Crowd gaat het paar samenwonen in het lege appartement boven het restaurant dat Jack samen met zijn souschef E.Z. Taylor (Alan Campbell) uitbaat. Het gebouw is eigendom van James Bradford (Robert Mandan), de rijke vader van Vicky, die constant probeert om de relatie van Jack en Vicky te verstoren.

## Rolverdeling
- John Ritter - Jack Tripper
- Mary Cadorette - Victoria "Vicky" Bradford
- Robert Mandan - James Bradford
- Alan Campbell - E.Z. Taylor
- Jessica Walter - Claudia Bradford (bijrol)